# Аль-Хамду ли-Ллях
Аль-Ха́мду ли-Ллях (от араб. ٱلْحَمْدُ لِلَّٰهِ‎ — «слава Богу; вся хвала Аллаху»), также тахмид (ْتَحْمِيْد‎), или хамдаля (حَمْدَلَ‎) — ритуальное молитвенное восклицание, междометное выражение, используемое в арабских и других мусульманских странах для восхваления Аллаха. В арабских странах также часто используют иудеи и христиане. Близко по происхождению и значению иудейскому и христианскому славословию «аллилуйя».
Изначально считали, что фразу «Аль-Хамду ли-Ллях» должно произносить с чувством любви, поклонения и восхищения перед мощью, славой и милосердием Аллаха. Однако, нередко произносят в бытовых ситуациях, сходных с теми, когда русские говорят «слава Богу!».

## Использование
Широко используют, например, в следующих случаях:
- После еды[3]
- «Аль-Хамду ли-Ллях» говорит чихнувший, в знак благодарности Аллаху. В ответ чихнувшему, как эквивалент русскому «будь здоров!», говорят «пусть тебе будет милость Аллаха» (йархамукя(ки)-Ллаху)
- Как ответ на вопрос о том, как обстоят дела (в данном случае эквивалентно «слава Богу, хорошо»)
- Как ответ на вопрос «ты мусульманин?» (в данном случае эквивалентно «слава Богу, мусульманин»)

Коран
Фраза «Аль-Хамду ли-Ллях» встречается в Коране, являясь первыми словами Корана после басмалы — «хвала Аллаху, Господу миров».